# Tiedong
Tiedong léase Tié-Dong (en chino:铁东区, pinyin:Tiědōng qū) es un distrito urbano bajo la administración directa de la ciudad-prefectura de Anshan. Se ubica en la provincia de Liaoning , noreste de la República Popular China . Su área es de 21 km² y su población total para 2010 fue +500 mil habitantes.

## Administración
El distrito de Tiedong se divide en 12 pueblos que se administran en subdistritos.

## Toponimia
Tiedong traduce literalmente a "hierro del este" por estar ubicado al este del ferrocarril de Shenda (沈大铁) esta línea conecta Shenyang-Dalian en la provincia de Liaoning con una longitud total de 397 kilómetros.